# Ооклема-Ярв
Ооклема-Ярв (ест. Ooklema järv, інші назви ест. Ooknapee järv) — озеро в Естонії, що розташоване на острові Сааремаа, у волості Кіхельконна.